# Huit variations sur «Ein Weib ist das herrlichste Ding»
Les huit variations pour piano en fa majeur sur « Ein Weib ist das herrlichste Ding » (Une femme est la chose la plus merveilleuse), K. 613, sont une œuvre pour piano de Wolfgang Amadeus Mozart, écrite en mars 1791-avril 1791 à Vienne. La pièce est formée de huit variations basées sur un air tiré de la musique composée par Benedikt Schack (le créateur du rôle de Tamino dans La Flûte enchantée) et Franz Xaver Gerl (le créateur du rôle de Sarastro) pour la farce Der dumme Gärtner aus dem Gebirge (Le jardinier niais sorti de la montagne) d'Emanuel Schikaneder.

## Structure
- Thème : Moderato, en fa majeur, à 
, 44 mesures, section répétée 2 fois (mesures 9 à 16)
- Les Variations I et V comportent 48 mesures, 1 section répétée 2 fois (mesures 9 à 16)
- Les Variations II, III, IV comportent 47 mesures, 1 section répétée 2 fois (mesures 9 à 16)
- La Variation VI comporte 46 mesures, 1 section répétée 2 fois (mesures 9 à 16). Les mesures 9 à 46 sont en fa mineur.
- La Variation VII comporte 37 mesures. Elle est marquée Adagio à partir de la mesure 9, 1 section répétée 2 fois (mesures 9 à 16).
- La Variation VIII comporte 132 mesures. Elle est marquée Allegro, à 
 (90 mesures), puis à 
 (mesures 91 à 132).

Durée de l'interprétation : env. 15 min.
Thème (Moderato) :